# Sonay Kartalová
Sonay Kartalová (* 28. října 2001 Londýn) je britská profesionální tenistka, po otci tureckého původu. Ve své dosavadní kariéře na okruhu WTA Tour vyhrála jeden singlový turnaj. V rámci okruhu ITF získala čtrnáct titulů ve dvouhře.
Na žebříčku WTA byla ve dvouhře nejvýše klasifikována v červenci 2025 na 44. místě a ve čtyřhře v témže datu na 263. místě.
Do britského týmu Billie Jean King Cupu byla poprvé nominována na pražské kvalifikační kolo 2022 proti Česku. Do roku 2025 neodehrála žádné utkání.

## Tenisová kariéra
V juniorské kategorii se mezi čtrnáctým až sedmnáctým rokem dlouhodobě potýkala se zraněným zápěstím a opakovaným natržením břišního svalstva.
V rámci okruhu ITF debutovala v září 2019, když na turnaji v Roehamptonu dotovaném 25 tisíci dolary postoupila z kvalifikace. V úvodním kole dvouhry podlehla krajance Grace Piperové. Premiérový titul v této úrovni tenisu vybojovala během října 2021 na antalyjské události s rozpočtem 15 tisíc dolarů. Ve finále přehrála Maďarku Amarissu Kiaru Tóthovou. Před turnajem nebyla na žebříčku WTA vůbec klasifikována. V dalších osmi měsících, do červnového Wimbledonu 2022, zaznamenala výkonnostní růst, když v tomto období vyhrála dalších pět turnajů ITF s celkovou bilancí zápasů 46–6, a posunem až na 228. příčku, v červnovém týdnu 2022 po těsné prohře s Jodie Burrageovou v prvním semifinále 100tisícového turnaje v Ilkley.
Na okruhu WTA Tour se poprvé představila po obdržení divoké karty na červnovém Rothesay Open Nottingham 2022. V úvodním kole nestačila na italskou světovou šestadvacítku Camilu Giorgiovou. O čtrnáct dní později premiérově zasáhla i do grandslamové dvouhry ve Wimbledonu 2022, a znovu na divokou kartu. Časnou třísetovou porážku ji však přivodila šťastná poražená z kvalifikace, Nizozemka Lesley Pattinama Kerkhoveová. Jako kvalifikantka nezvládla ani první duel dvouhry Rothesay Open Nottingham 2023 proti Polce Magdaleně Fręchové z osmé desítky klasifikace. Rovněž ve Wimbledonu 2023 nepřekročila hranici úvodního kola, když ji americká světová osmnáctka Madison Keysová dovolila uhrát jen tři gamy.
Do prvního finále na túře WTA postoupila ve 22 letech na zářijovém Jasmin Open 2024 v Monastiru, kde včetně kvalifikace vyhrála sedm zápasů. Na úvod vyřadila pátou nasazenou Rumunku Jaqueline Cristianovou, znamenající třetí výhru nad členkou Top 100 v probíhající sezóně. Vítězstvím nad Japonkou Mai Hontamovou prošla do prvního kariérního čtvrtfinále. V něm ji nezastavila ukrajinská spolukvalifikantka Julija Starodubcevová, které oplatila čerstvou porážku z kvalifikačního kola US Open 2024. Za vedení gamů 5–1 v úvodní sadě semifinále jí skrečovala nemocná Němka Eva Lysová. Vyvrcholení turnaje v podobě dvousetového finále zvládla proti Slovence Rebecce Šramkové. V roce 2024 se tak stala první kvalifikantkou, která získala titul a po Katie Boulterové druhou šampionkou z Velké Británie. Po skončení debutovala, ve vydání žebříčku z 16. září 2024, v první světové stovce postupem o padesát pět příček výše, na 96. místo.

## Finále na okruhu WTA Tour

### Dvouhra: 1 (1–0)
| Legenda            |
| ------------------ |
| Grand Slam (0)     |
| Turnaj mistryň (0) |
| WTA 1000 (0)       |
| WTA 500 (0)        |
| WTA 250 (1–0)      |

| Stav    | č. | datum     | turnaj            | kategorie | povrch | soupeřka ve finále | výsledek |
| ------- | -- | --------- | ----------------- | --------- | ------ | ------------------ | -------- |
| Vítězka | 1. | září 2024 | Monastir, Tunisko | WTA 250   | tvrdý  | Rebecca Šramková   | 6–3, 7–5 |

## Tituly na okruhu ITF
| Kategorie okruhu ITF | Kategorie okruhu ITF |
| -------------------- | -------------------- |
| Turnaje W100         | Turnaje W80          |
| Turnaje W75/W60      | Turnaje W50/W40      |
| Turnaje W35/W25      | Turnaje W15/W10      |

### Dvouhra (14 titulů)
| Č.  | datum         | turnaj                           | kategorie | povrch    | poražená finalistka      | výsledek         |
| --- | ------------- | -------------------------------- | --------- | --------- | ------------------------ | ---------------- |
| 1.  | říjen 2021    | Antalya, Turecko                 | W15       | antuka    | Amarissa Kiara Tóthová   | 7–5, 7–5         |
| 2.  | listopad 2021 | Monastir, Tunisko                | W15       | tvrdý     | Ajumi Moritová           | 6–1, 6–2         |
| 3.  | únor 2022     | Birmingham, Velká Británie       | W25       | tvrdý (h) | Talia Neilson Gatenbyová | 5–7, 6–3, 6–2    |
| 4.  | únor 2022     | Glasgow, Velká Británie          | W25       | tvrdý (h) | Barbora Palicová         | 7–6(7–5), 7–5    |
| 5.  | květen 2022   | Nottingham, Velká Británie       | W25       | tvrdý     | Danielle Laová           | 6–1, 6–0         |
| 6.  | květen 2022   | Nottingham, Velká Británie       | W25       | tvrdý     | Joanna Garlandová        | 6–3, 6–1         |
| 7.  | duben 2023    | Santa Margherita di Pula, Itálie | W25       | antuka    | Jekatěrina Makarovová    | 3–6, 6–2, 6–1    |
| 8.  | září 2023     | Leiria, Portugalsko              | W25       | tvrdý     | Anastasija Zacharovová   | 7–6(5), 1–6, 6–3 |
| 9.  | leden 2024    | Loughborough, Velká Británie     | W35       | tvrdý (h) | Manon Leonardová         | 6–4, 6–1         |
| 10. | duben 2024    | Nottingham, Velká Británie       | W35       | tvrdý     | Klaudija Bubelytė        | 6–1, 6–4         |
| 11. | květen 2024   | Monzón, Španělsko                | W35       | tvrdý     | Linda Klimovičová        | 6–1, 6–0         |
| 12. | červenec 2024 | Roehampton, Velká Británie       | W35       | tvrdý     | Nastasja Schunková       | 7–5, 6–1         |
| 13. | srpen 2024    | Roehampton, Velká Británie       | W35       | tvrdý     | Haruka Kadžiová          | 6–3, 6–1         |
| 14. | říjen 2024    | Shrewsbury, Velká Británie       | W100      | tvrdý (h) | Heather Watsonová        | 7–5, 4–1skreč    |